# Roland (opéra)
Pour les articles homonymes, voir Roland (homonymie).
Roland est l'une des dernières tragédies en musique composées par Jean-Baptiste Lully, en 1685. Le livret est écrit par Philippe Quinault (la même année que fut composée la musique). L'œuvre s'inspire du poème épique de Ludovico Ariosto, Orlando furioso, publié en 1516. Cette tragédie est d'abord jouée à Versailles le lundi 8 janvier 1685, puis au Théâtre du Palais-Royal dès le 8 mars de la même année.

## Description
Contrairement aux premiers opéras de Lully, Roland ne s'inspire pas de la mythologie gréco-romaine mais des romans de chevalerie. Lully et Quinault ont auparavant déjà expérimenté la formule avec Amadis en 1684 et la reprennent plus tard dans l'Armide en 1686. L'argument des opéras de Lully et Quinault reflètent fidèlement les idées du roi. 1685 est l'année de la reprise des dragonnades contre les protestants et celle de la révocation de l'édit de Nantes. Critiqué pour n'avoir pas participé à la défense de la chrétienté contre la menace turque en 1683, Louis se présente par cette réforme en champion de la religion catholique et de l'unité du royaume. Bossuet le qualifie de « Nouveau Charlemagne » dans un sermon prêché à peu près à la même époque que la création de l'opéra. La redécouverte par le preux Roland de sa mission sacrée est donc un sujet idéal pour l'époque. Le choix d'un héros français, comme le prologue le rappelle patriotiquement : « du celebre Roland renouvellons l'histoire./ La France luy donna le jour », flattait également l'orgueil national. En effet, si l'épisode de la folie de Roland est dû à l'Arioste, le personnage du paladin, lui, est apparu pour la première fois dans La Chanson de Roland, une des premières œuvres épiques de la littérature française.

## Historique
La première représentation de l'opéra a lieu dans les écuries de Versailles, qui sont spécialement adaptées pour cette occasion. Au mois de mars 1685, l'œuvre est présentée au théâtre du Palais-Royal, à Paris, où elle connait un vif succès. En août de la même année, l'opéra de Lully fait l'objet d'une satire bon enfant, Angélique & Médor, de Florent Carton Dancourt, au moment où le musicien commence à tomber en disgrâce.
L'œuvre cependant est régulièrement représentée à Paris au cours du XVIIIe siècle (en 1705, 1709, 1716, 1717, 1743, 1755). En 1778, Marmontel adapte le livret à la demande de Piccinni qui en compose une nouvelle version de trois actes au lieu de cinq. Gluck et Rameau ont également envisagé de réécrire la partition.
L’épisode de la folie de Roland inspire par la suite d'autres compositeurs comme Vivaldi (Orlando finto pazzo, 1714 et Orlando furioso, 1727), Händel (Orlando, 1732) et Haydn (Orlando paladino, 1782).

## Opinions
Le Dictionnaire dramatique de Laporte et Chamfort donne l'œuvre en exemple pour l'habileté dont Quinault fait preuve en intégrant les éléments de « fêtes » au drame sans nuire à l'action.

## Postérité
La popularité de l'opéra de Lully se manifeste à travers les parodies qui en ont été faites. En février 1717 c'est Pierrot furieux ou Pierrot Roland, de Louis Fuzelier. En 1727 est donné aux Italiens un Arlequin Roland  de Dominique et Romagnési; en janvier 1744 un nouvel Arlequin Roland de Pannard et Antoine Jean Sticotti est de nouveau à l'affiche au Théâtre de l'Hôtel de Bourgogne à Paris,.

## Personnages
| Nom                     | Rôle                                             | Voix         | Première représentation 8 janvier 1685 |
| ----------------------- | ------------------------------------------------ | ------------ | -------------------------------------- |
| Roland (Orlando)        | Neveu de Charlemagne, aime Angélique             | basse        | François Beaumavielle                  |
| Angélique (Angelica)    | Fille du roi de Cathay, aime Médor               | soprano      | Marthe Le Rochois                      |
| Médor (Medoro)          | Jeune homme de naissance obscure, aime Angélique | haute-contre | Louis Gaulard Dumesny                  |
| Témire                  | Dame de compagnie d'Angélique                    | soprano      | Mlle Armand                            |
| Astolfe (Astolfo)       |                                                  | haute-contre |                                        |
| Logistille (Logistilla) | Fée                                              | soprano      |                                        |
| Demogorgon              | Roi des fées et des génies                       | basse        |                                        |

Chœur des fées, des insulaires, des bergers et des bergères, des héros et de la suite de la renommée.

## Argument

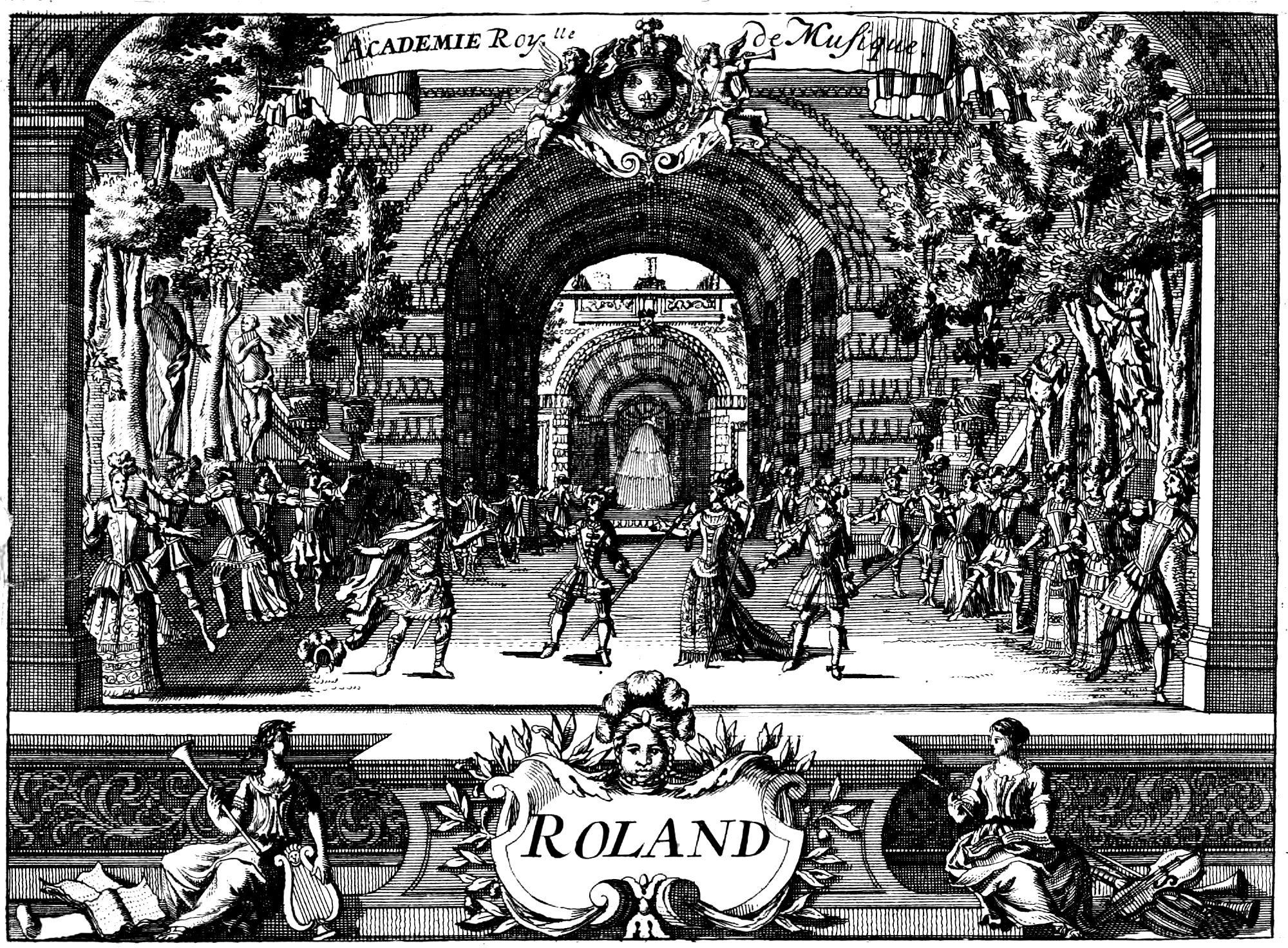
Jean-Baptiste Lully, Roland, Académie royale de musique, Paris 1685

### Prologue
Démogorgon, roi des fées, chante les louanges de Louis XIV et décide de mettre en scène un épisode de la vie du fameux paladin Roland.

### Acte I
Roland, neveu de Charlemagne, est amoureux d’Angélique, la fille du roi de Cathay. À l'insu du héros, Angélique aime Médor qui l'aime aussi.

« Medor est sans biens, sans noblesse ;

	mais Medor est si beau qu'elle la preferé (acte V, sc. iv) »

Elle hésite entre l'amour et la gloire et finit par persuader Médor de renoncer à elle. À peine lui a-t-il obéi qu'elle regrette sa décision.

### Acte II
Roland fait porter à Angélique un bracelet comme gage de son amour. Angélique se rend à la « fontaine enchantée de l’amour » dans la forêt, se désolant d’avoir banni Médor. Quand elle aperçoit Roland elle s'empresse de glisser dans sa bouche un anneau qui la rend invisible. Roland s'éloigne, désespéré. Il lutte en vain contre la passion dont il se sent esclave. Arrive Médor qui, se croyant seul, s'apprête à se suicider par amour pour Angélique. Celle-ci lui révèle sa présence et lui avoue son amour. Une troupe d'amours et de divinités naturelles entourent les deux jeunes gens qui cèdent à la passion.

### Acte III
Craignant la fureur de Roland, Angélique le laisse espérer, mais elle projette de s'enfuir avec Médor, qu'elle présente comme leur nouveau souverain aux indigènes de Cathay.

### Acte IV
Roland cherche en vain Angélique. Errant dans la forêt, il découvre une caverne. Des vers gravés sur la paroi lui apprennent la liaison de Médor et d'Angélique. Plus tard des bergers lui annoncent le mariage des deux jeunes gens et lui montrent le bracelet qu'il avait offert à Angélique et que la jeune fille leur a donné en guise de remerciement pour leur aide. Roland sombre dans la folie.

### Acte V
Dans un rêve inspiré par la fée Logistille, Roland voit apparaître une troupe d'ombres de héros qui l'adjurent de renoncer à sa vaine passion pour Angélique et de revenir à sa vraie vocation. Roland se réveille guéri et part au combat tandis que la gloire et sa suite, la renommée, la terreur, Logistille, une troupe de fées et d'ombres de héros lui font un triomphe.